# Scypion Afrykański Młodszy
Publiusz Korneliusz Scypion Emilian Afrykański Młodszy, Publius Cornelius Scipio Aemilianus Africanus Minor (ur. 185 p.n.e., zm. 129 p.n.e.) – rzymski wódz z okresu III wojny punickiej.
Był drugim synem Lucjusza Emiliusza Paulusa, który był zwycięskim wodzem spod Pydny (168 p.n.e.), i jego pierwszej żony Papirii. Został adoptowany przez Publiusza Korneliusza Scypiona, syna Scypiona Afrykańskiego Starszego. Już jako siedemnastolatek walczył u boku swojego ojca w bitwie pod Pydną. Potem w roku 151 p.n.e. jako trybun wojskowy walczył w Hiszpanii. Po wypowiedzeniu wojny przez Rzym walczył w Afryce z Kartagińczykami. Zasłużył się tam jako konsul w 147 roku p.n.e. Zdobyciem i zburzeniem Kartaginy w 146 p.n.e. zakończył trzecią wojnę punicką, zyskał agnomen Africanus. Po powrocie do Rzymu celebrował swój triumf.
Potem kontynuował karierę publiczną stając się w roku 142 p.n.e. cenzorem, a w 134 p.n.e. konsulem i dowódcą w Hiszpanii. W roku 133 p.n.e. udał się do Hiszpanii, gdzie po długotrwałym oblężeniu zdobył Numancję zyskując następny agnomen Numantinus.
Scypion Afrykański Młodszy był miłośnikiem i mecenasem kultury i filozofii greckiej. Przyjaźnił się z Terencjuszem, w jego otoczeniu przebywali poeta Lucyliusz, historyk Polibiusz i filozof Panajtios. Wraz z innymi wybitnymi postaciami Rzymu stworzył krąg Scypiona. 
Około 140 p.n.e. udał się do Egiptu, aby zapoznać się na miejscu z sytuacją i sporem jaki powstał po śmierci Ptolemeusza VI.
W roku 129 p.n.e. stracił poparcie, ponieważ sprzeciwił się reformom rolnym Tyberiusza Grakchusa.
Zmarł nagle, a jego śmierć pozostała niewyjaśniona, przypuszcza się, że został zamordowany przez zwolenników Grakchów. Jego żoną była Sempronia, siostra Tyberiusza i Gajusza Grakchów.